# Hourglass Lake
Hourglass Lake är en sjö i Antarktis. Den ligger i Östantarktis. Nya Zeeland gör anspråk på området. Hourglass Lake ligger 1 060 meter över havet.